# Neuküstrinchen
Neuküstrinchen ist ein Ortsteil der Gemeinde Oderaue im Landkreis Märkisch-Oderland in Brandenburg.

## Geographische Lage
Neuküstrinchen liegt im Oderbruch zwischen der Alten Oder und dem heutigen Oderverlauf und gehört damit geographisch zu den deutschen Orten der Neumark.

## Geschichte
Neu Cüstrinchen wurde von 1755 bis 1758 als Kolonistendorf im kurz zuvor trockengelegten Oderbruch angelegt. Die 36 Grundstücke wurden an Siedler vor allem aus Oberösterreich, der Pfalz und Polen vergeben. 1766 wurde eine erste Fachwerkkirche errichtet.
1905 wurde eine Grundschule eröffnet. Im Jahr 1945 wurde der Ort bei den Kämpfen um die Seelower Höhen beschädigt.
1955 entstand eine LPG im Ort.
Verwaltungsgeschichte
Der Ort gehörte seit 1816 zum Kreis Königsberg/Neumark. 1945 wurde er nach der Festlegung der Oder-Neiße-Grenze in den Kreis Oberbarnim eingegliedert. Seit 1950 gehörte er zum Kreis Bad Freienwalde, seit 1993 zum Landkreis Märkisch-Oderland. Am 26. Oktober 2003 schloss sich Neuküstrinchen mit anderen Orten zur Gemeinde Oderaue zusammen.

## Sehenswürdigkeiten
- Dorfkirche Neuküstrinchen, Dom des Oderbruchs, neoromanischer Backsteinbau von 1878 bis 1880 mit etwa 1300 Plätzen für mehrere benachbarte Orte[2]